# Hôtel de Spada
L’hôtel de Spada est un édifice situé dans la ville de Nancy, dans la Meurthe-et-Moselle en région Lorraine (Grand Est).

## Localisation
L'hôtel de Spada est situé au no 37 rue de la Source dans le quartier Ville-Vieille de Nancy.

## Histoire
L'édifice datant du XVIIIe siècle fut sous Léopold Ier de Lorraine l'hôtel du marquis de Spada puis l'hôtel du Han appartenant à la comtesse de Bassompierre.
Au XIXe siècle, il accueille la fabrique de bonneterie Dehaye-Zimmermann.
La porte sur rue a une inscription au titre des monuments historiques par arrêté du 13 mars 1944. 